# Sorex minutus
Il toporagno pigmeo eurasiatico o semplicemente toporagno pigmeo o ancora toporagno nano (Sorex minutus Linnaeus, 1766) è un mammifero insettivoro della famiglia dei Soricidi.
La specie non è da confondere con due altri toporagni di piccole dimensioni, il mustiolo e il toporagno minimo.

## Distribuzione
Con una decina di sottospecie classificate (la validità delle quali è ancora tutta in discussione, tant'è vero che sono in corso analisi sulle popolazioni italiane, geneticamente diversificate dalle altre e perciò probabilmente suscettibili di riclassificazione tassonomica), la specie occupa un vasto areale che si estende dalla Spagna alla Siberia e al Tibet: fra l'altro, è l'unico Soricide autoctono irlandese, anche se non l'unica specie attualmente presente, poiché di recente è stata segnalata la presenza sull'isola di popolazioni alloctone di crocidura rossiccia. In Italia, la specie è presente in modo piuttosto discontinuo con due sottospecie (Sorex minutus lucanius e Sorex minutus minutus) in tutta l'area peninsulare, a eccezione della penisola salentina.

Il suo habitat naturale è costituito dai margini delle foreste decidue, ma lo si trova anche nelle aree ricoperte da siepi o sterpi fino a 2000 m di quota.

## Descrizione

### Dimensioni

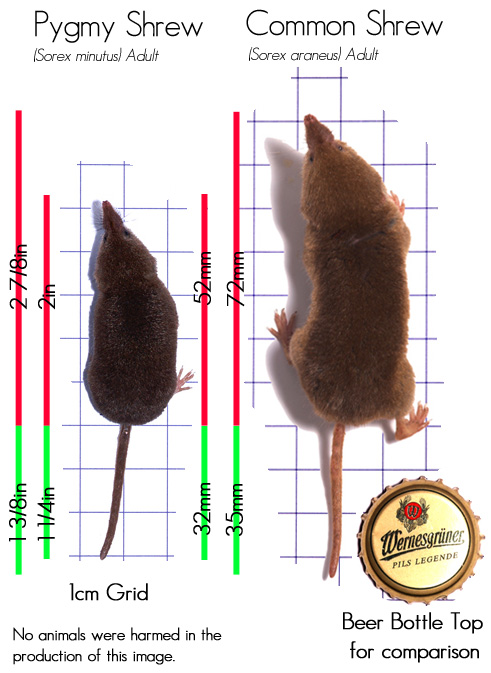
Comparazione tra Sorex minutus (a sinistra) e Sorex araneus.

Misura circa 5 cm di lunghezza, cui si sommano circa 3,5 cm di coda, per un peso medio di quattro grammi.

### Aspetto
Il pelo del dorso è nerastro con sfumature che vanno dal rossiccio al violaceo, molto fitto e dall'aspetto lucido: ventre, gola, mandibola, zona perioculare e parte inferiore della coda sono invece di colore biancastro. Il muso e le zampe sono ricoperti da rado pelo bianco (nel muso vibrisse), mentre la pelle di colore carnicino: le orecchie sono piccole e seminascoste dal pelo, in ogni caso sono di colore carnicino scuro e a forma di semicerchio.

In questa specie la testa è più grande in proporzione al corpo rispetto agli altri toporagni.

## Biologia
Si tratta di animali solitari e di abitudini catadrome: ciò significa che l'animale è attivo sia durante il giorno che durante la notte, alternando periodi di veglia e di riposo nell'arco delle ventiquattro ore. Questo animale ha abitudini nettamente più epigee rispetto ai congeneri, vivendo prevalentemente nel sottobosco e sulla lettiera di foglie e necessitando perciò di una ricca copertura sterposa per potersi muovere.

### Alimentazione
Si nutre principalmente di insetti e altri piccoli invertebrati. Si tratta di uno degli animali con il tasso metabolico più elevato: ciò dire che l'animale necessita di nutrirsi a intervalli regolari, ossia all'incirca ogni due ore o poco più, pena la morte di fame. Questo è il motivo per il quale l'animale alterna così frequentemente periodi di veglia e riposo.

### Riproduzione

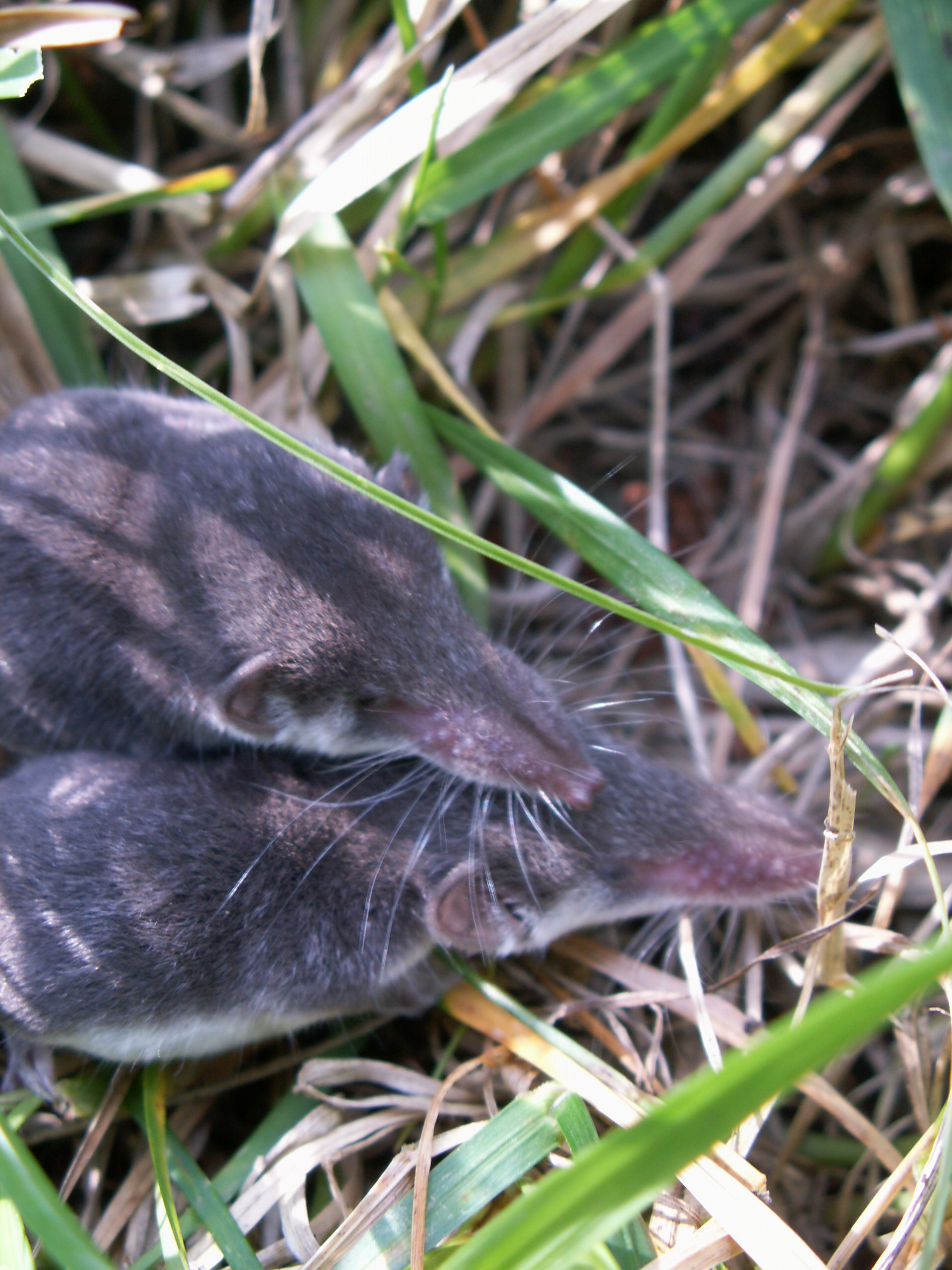
Due esemplari durante l'accoppiamento.

La stagione riproduttiva va da aprile ad agosto. Dopo circa tre settimane di gestazione, le femmine danno solitamente alla luce nidiate che contano dai due agli otto piccoli, che vengono partoriti e accuditi in tane sotterranee che la femmina scava ex novo, ma più frequentemente ruba ad altri animali, scacciandone aggressivamente od addirittura uccidendone l'inquilino precedente. Una femmina può generare fino a cinque nidiate all'anno.
La speranza di vita di questi animali si aggira attorno ai quindici mesi.